# インカタ自由党
インカタ自由党（インカタじゆうとう、英語: Inkatha Freedom Party, "IFP"）は、南アフリカ共和国の政党。

## 概要

2024年議会選挙における地域別で見たIFPの支持割合。

ズールー人の権利を主張する主要政党のひとつ。クワズール・ナタール州議会において第二党である。

## 歴史
ズールー人内の大部族・ブテレジ族の族長で当時のズールー王グッドウィル・ズウェリティニの叔父にあたるマンゴスツ・ブテレジによって1975年発足。
当初はアフリカ民族会議と共闘関係にあったが、1980年代初頭から対立するようになり、バンツースタンのクワズールー自治領の与党となり、南アフリカ防衛軍と協力してアフリカ民族会議を攻撃するようになった。これは当時のピーター・ウィレム・ボータ首相とマグナス・マラン国防相の画策した白人による分割統治に加担したと批判された。
アパルトヘイト体制終結後初の総選挙では得票率10.54%、400議席中43議席を獲得して第三党となり、アフリカ民族会議（ANC）との連立政権に加わった。以後の選挙では低落傾向にあり、2019年の総選挙では得票率3.38%、14議席にとどまっている。
2024年の総選挙では3議席増となる17議席を獲得し、同選挙で大幅に議席を減らしたANCとの連立政権に民主同盟(DA)などと共に参加することとなった。